# Euglypta coeruleosignata
Euglypta coeruleosignata är en skalbaggsart som beskrevs av Miksic 1979. Euglypta coeruleosignata ingår i släktet Euglypta och familjen Cetoniidae. Inga underarter finns listade i Catalogue of Life.